# Exogone heterosetoides
Exogone heterosetoides är en ringmaskart som beskrevs av Hartmann-Schröder 1979. Exogone heterosetoides ingår i släktet Exogone och familjen Syllidae. Utöver nominatformen finns också underarten E. h. australis.